# Norstjärnen (Ljusnarsbergs socken, Västmanland)
Norstjärnen är en sjö i Ljusnarsbergs kommun i Västmanland och ingår i Norrströms huvudavrinningsområde. Sjön är 10 meter djup, har en yta på 0,02 kvadratkilometer och befinner sig 306 meter över havet.